# Manhattanhenge

Imagem de satélite de Manhattan centrada na interseção da Park Avenue e Rua 34, mostrando direções e hora local do ocaso (linhas contínuas) e nascer do sol (linhas interrompidas) durante Manhattanhenge (preto), solstício de verão (vermelho), equinócios (violeta), e solstício de inverno (azul) em 2011. As horas marcadas com * são no horário de verão.

Manhattanhenge — por vezes designado Solstício de Manhattan — é um evento que ocorre ao pôr do sol quando o Sol está alinhado com as ruas dispostas na grelha regular de Manhattan, Nova Iorque. O fenômeno ocorre duas vezes por ano, em datas espaçadas igualmente em relação ao solstício de verão. O primeiro Manhattanhenge ocorre em torno do dia 28 de maio, e o segundo por volta de 12 de julho.

## Explicação e pormenores

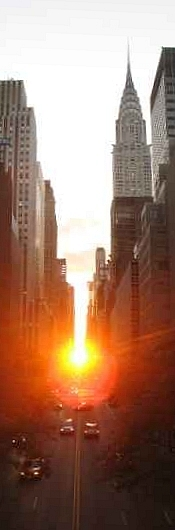
Manhattanhenge, vista para oeste da Rua 42 às 20h23m (pôr do sol) em 13 de julho de 2006.

O termo "Manhattanhenge" foi popularizado por Neil deGrasse Tyson, astrofísico do Museu Americano de História Natural e nova-iorquino. É uma referência a Stonehenge, o monumento pré-histórico localizado em Wiltshire, sul da Inglaterra, construído de modo que o nascer do sol, visto do centro do monumento no solstício de verão, está alinhado com a "Heel Stone".
De acordo com o Commissioners' Plan of 1811, a grelha urbana regular de Manhattan está rodada 29° no sentido dos ponteiros do relógio em relação ao verdadeiro rumo oeste-leste.  Assim, quando o azimute do pôr do sol é 299°, o sol está alinhado com as ruas da cidade, perpendiculares às avenidas. É um espetáculo visual, com os nova-iorquinos a poder observar o disco solar acima do horizonte entre os perfis dos edifícios.
As datas precisas do fenómeno Manhattanhenge dependem da data do solstício de verão, o qual varia de ano para ano mas sempre em torno de 21 de junho. Em 2014, o Manhattanhenge foi em 30 de Maio às 20h18m, e 11 de julho às 20h24m O evento tem atraído alguma atenção nos anos recentes. As datas em que o nascer do sol está alinhado com as ruas de Manhattan estão igualmente espaçadas antes e depois do solstício de inverno, correspondendo aproximadamente a 5 de dezembro e 8 de janeiro.

## Fenómenos relacionados
O mesmo fenómeno também ocorre noutras cidades com traçado urbano uniforme. Estes acontecimentos podem coincidir com o equinócio somente se o traçado das ruas se distribuir de forma precisa com a direção norte-sul e este-oeste, e alinhado perfeitamente com o norte verdadeiro e não com o norte magnético.
A situação em Baltimore (Maryland) é bastante similar, com o sol ao amanhecer de 25 de março e 18 de setembro e o ocaso de 12 de março e de 29 de setembro.
Em Chicago (Illinois), o Sol durante o ocaso está em linha com o traçado urbano em 25 de setembro, fenómeno conhecido de forma similar, como Chicagohenge.
Em Toronto (Canadá), o Sol durante o ocaso está alinhado com as ruas na direção este-oeste em 25 de outubro e 16 de fevereiro, fenómeno conhecido localmente como Torontohenge.
Em Montreal (Canadá), também há um Montrealhenge a cada 12 de julho.

## Na cultura popular

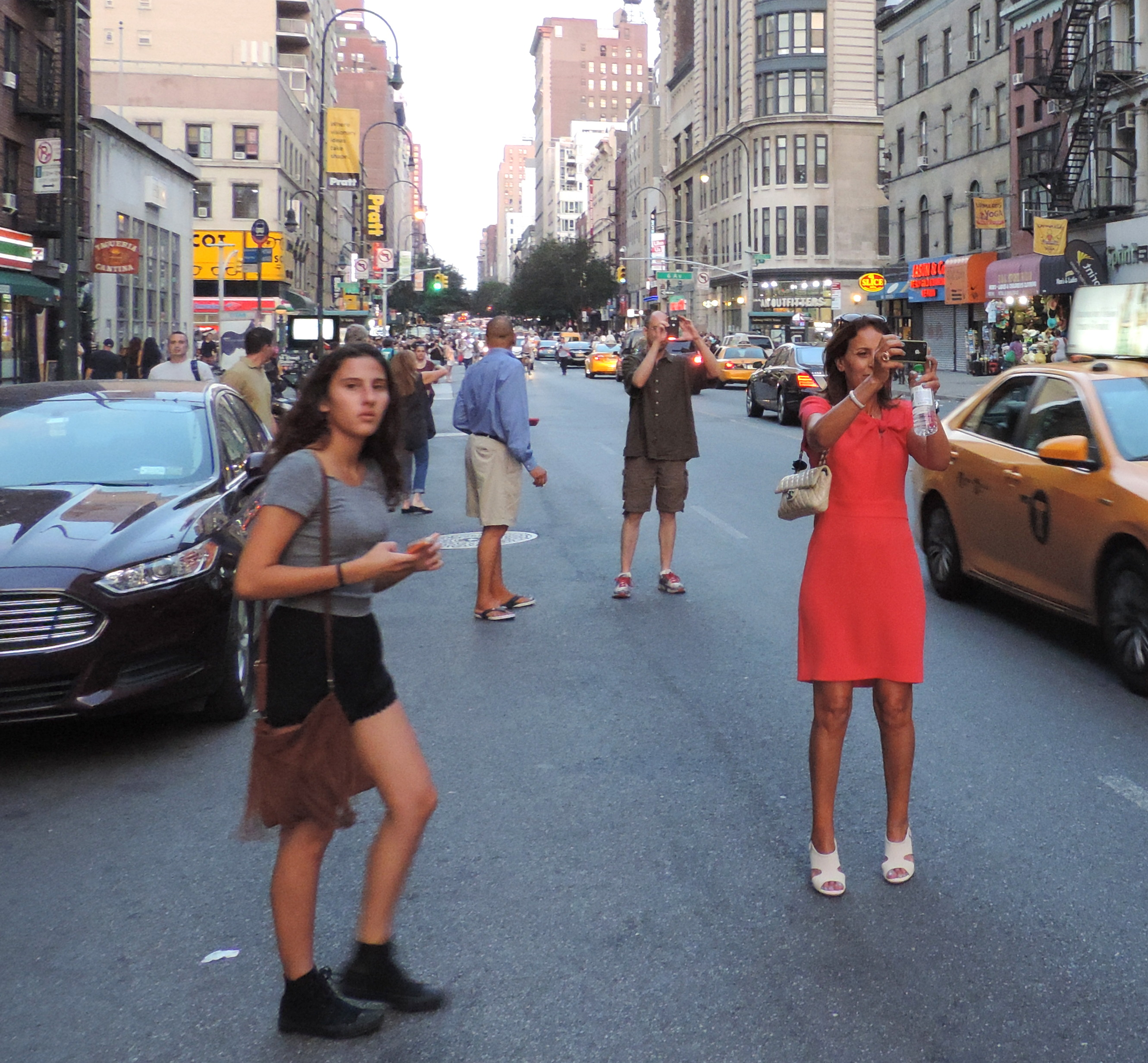
Observação do Manhattanhenge 2014 na rua 14

- O fenómeno Manhattanhenge foi focado no episódio de CSI: NY emitido em 25 de novembro de 2009.[9]
- A cena final do filme de 2010 Morning Glory com Mike Pomeroy, interpretado por Harrison Ford, e Becky Fuller, interpretada por Rachel McAdams, mostra um por-do-sol Manhattanhenge.
- A banda punk rock canadiana Fucked Up, mostra o fenómeno Manhattanhenge na capa do seu álbum de 2008 The Chemistry of Common Life.